# Пирамида G3-b
G3-b (так же G3b, G3 b, GIIIb) — одна из трёх пирамид-спутниц пирамиды Менкаура. Расположена с южной стороны пирамиды Менкаура в Некрополе Гизы. Стоит между пирамидами G3-a и G3-c. Построена во времена IV династии, предположительно для одной из жён Менкаура. Поверхность пирамиды ступенчатая, состоит из 4 уменьшающихся к вершине платформ. Размер основания пирамиды 31,5 м, высота 21,2 м. Вход в пирамиду расположен с северной стороны.

## Галерея
- Общий план пирамид-спутниц.
- Общий план пирамид-спутниц.